# Disa bolusiana
Disa bolusiana är en orkidéart som beskrevs av Rudolf Schlechter. Disa bolusiana ingår i släktet Disa och familjen orkidéer. Inga underarter finns listade i Catalogue of Life.